# Pedro Vai pro Mar
Pedro Vai pro Mar é um série documental brasileira produzida e exibida pelo Canal Off, que mostra as viagens, aventuras e a rotina do surfista Pedro Scooby. A primeira temporada teve 16 capítulos e foi exibida de 22 de abril a 5 de agosto de 2014. A segunda temporada, teve 13 capítulos e foi exibida de 18 de janeiro a 11 de abril de 2016. Pedro Vai pro Mar também foi disponibilizada pelo serviço de streaming Globoplay.

## Sinopse
Acompanhe o cotidiano do surfista carioca Pedro Scooby, conhecido por ser irreverente e transitar no meio artístico nacional. Ele se destaca no mundo do surfe com impressionantes performances em ondas de até 30 metros.

## Produção
O nome da série, Pedro vai pro Mar ,surgiu da música gravada pelo sambista Arlindo Cruz, em homenagem ao carioca, que também se considera um apaixonado pelo ritmo brasileiro. O programa mostra o dia a dia e a rotina de treinos e alimentação do freesurfer Pedro Vianna, o Scooby. Além de depoimentos da família, os episódios contam com participações especiais de jogadores de futebol, artistas e músicos. Além do Rio de Janeiro, as gravações aconteceram também em Fernando de Noronha, Indonésia, Marrocos, Havaí e Portugal.

## Episódios
| Temporada | Temporada | Episódios | Episódios | Originalmente exibido | Originalmente exibido |
| Temporada | Temporada | Episódios | Episódios | Estreia da temporada  | Final da temporada    |
| --------- | --------- | --------- | --------- | --------------------- | --------------------- |
|           | 1         | 16        | 16        | 22 de abril de 2014   | 5 de agosto de 2014   |
|           | 2         | 13        | 13        | 18 de janeiro de 2016 | 11 de abril de 2016   |

### 1.ª temporada
| N.º | Título                                                  | Exibição original   |
| --- | ------------------------------------------------------- | ------------------- |
| 1 | "Melhores Picos do Rio de Janeiro"                      | 22 de abril de 2014 |
| O surfista Pedro Scooby, com todo seu jeito carioca de ser, conta um pouco de sua história. Mais tarde, Scooby pega excelentes ondas nos melhores picos do Rio - São Conrado, Prainha e Praia do Meio, na companhia de Felipe Cesarano e Gabriel Pastori. |                                                         |                     |
| 2 | "Bali"                                                  | 1 de maio de 2014   |
| O surfista Pedro Scooby viaja para Bali, e lá surfa em picos incríveis como Balangan e Canggu, com o surfista Felipe Cesarano. Scooby aproveita a etapa do WT em Bali para encontrar diversos amigos que competiram no evento, como Gabriel Medina.       |                                                         |                     |
| 3 | "Um Paraíso Chamado Mentawai"                           | 6 de maio de 2014   |
| Pedro Scooby faz sua primeira viagem para o paraíso de Mentawai. Na companhia de seu amigo João Sabba, eles conhecem Jordan, proprietário do Resort onde estão hospedados, e Bruno, um fotógrafo. Juntos, eles surfam incríveis ondas em Kandui.          |                                                         |                     |
| 4 | "Emirados Árabes com Adriano Mineirinho de Souza"       | 13 de maio de 2014  |
| Na volta da viagem a Indonésia, Pedro Scooby faz uma escala nos Emirados Árabes para participar de um novo projeto. Scooby encontra Adriano Mineirinho de Souza, surfista profissional, para uma seção de fotos na piscina de ondas Wadi Adventure.       |                                                         |                     |
| 5 | "Nazaré e Coxos, em Portugal"                           | 20 de maio de 2014  |
| Na companhia de seu amigo e surfista Yuri Fernandes, Pedro Scooby se encontra com Maya Gabeira e Felipe Cesarano em Portugal. Juntos, eles desbravam incríveis picos como Coxos e Pedra Branca, surfando ondas inesquecíveis.                             |                                                         |                     |
| 6 | "Coxos, Peniche e Figueira da Foz, em Portugal"         | 27 de maio de 2014  |
| Pedro Scooby e os surfistas Yuri Fernandes, Felipe "Gordo" Cesarano e Maya Gabeira continuam sua viagem por Portugal conhecendo novos lugares e diferentes costumes. Eles se aventuram nas perfeitas ondas de picos como Coxos e Peniche, em Portugal.    |                                                         |                     |
| 7 | "Portugal (Nazaré) e Marrocos"                          | 3 de junho de 2014  |
| O surfista Pedro Scooby, junto dos big riders Carlos Burle, Maya Gabeira e Felipe Cesarano, se prepara pra surfar o maior mar de sua vida em Nazaré, Portugal. Após a memorável caída, a aventura continua em Marrocos.                                   |                                                         |                     |
| 8 | "Taghzout - Marrocos"                                   | 10 de junho de 2014 |
| O surfista Pedro Scooby continua sua viagem pelo Marrocos na companhia de seus amigos Yuri Fernandes, Bruno Santos, Eric de Souza, Ian Consenza e Pedro Manga. O grupo surfa incríveis ondas em Taghzout, uma pequena vila de pescadores.                 |                                                         |                     |
| 9 | "Férias com a Família em Fernando de Noronha - Parte 1" | 17 de junho de 2014 |
| Pedro Scooby, de férias com a família, viaja para a ilha de Fernando de Noronha. Ao lado de sua esposa e de seu filho, Scooby aproveita as belas praias deste paraíso brasileiro, além de surfar nas clássicas praias de Cacimba do Padre e Boldró.       |                                                         |                     |
| 10 | "Férias em Família em Fernando de Noronha - Parte 2"    | 21 de junho de 2014 |
| O surfista Pedro Scooby continua de férias com a família em Fernando de Noronha. Depois do batizado de seu filho Dom, Scooby participa de um festival de comida, pesca em alto mar com amigos e conhece o trabalho do artista plástico local Rock Lima.   |                                                         |                     |
| 11 | "Swell em Todos os Santos, México"                      | 24 de junho de 2014 |
| Pedro Scooby encontra seus amigos Felipe Cesarano, Stephan Figueiredo e Diego Silva, na Califórnia. Na companhia do fotógrafo Julio Bonyat, morador local, decidem ir atrás do swell que está passando por Todos os Santos, no México.                    |                                                         |                     |
| 12 | "Desert Point, Indonésia"                               | 8 de julho de 2014  |
| Na companhia de seus amigos Brunos Santos e Jerônimo Vargas, Pedro Scooby descobre as incríveis ondas de Desert Point, na Indonésia. |                                                         |                     |
| 13 | "Desert Point - Lombok"                                 | 15 de julho de 2014 |
| Após a cansativa viagem até o pico, os três surfam, durante vários dias. As tão sonhadas ondas de Desert quebrando muitas pranchas e mostrando os diversos ferimentos conquistados nas impiedosas bancadas de coral.                                      |                                                         |                     |
| 14 | "As Ondas de Leaky Peak"                                | 22 de julho de 2014 |
| Na companhia dos amigos Bruno Santos e Jerônimo Vargas, o surfista Pedro Scooby se junta também ao brasileiro Davi Martin e seu filho Kian, residentes da Indonésia, para desbravarem as ondas de Leaky Peak, na costa sul da Ilha de Sumbawa.            |                                                         |                     |
| 15 | "Bali, Indonésia"                                       | 1 de agosto de 2014 |
| Pedro Scooby, na companhia de seus amigos Bruno Santos e Jerônimo Vargas, volta à Bali para procurar um hospital para tratar as feridas abertas nos recifes de corais de Desert Point e Keaky Peak. Os três surfam perfeitas ondas balinesas.             |                                                         |                     |
| 16 | "Retrospectivas da Temporada"                           | 5 de agosto de 2014 |
| Depois de viajar um ano atrás das melhores ondas do planeta, passando por lugares incríveis como Fernando de Noronha, Indonésia, Havaí, Califórnia, Marrocos e Portugal, Pedro finaliza com uma sessão de surfe no seu quintal: São Conrado.              |                                                         |                     |

### 2.ª temporada
| N.º | Título                          | Exibição original       |
| --- | ------------------------------- | ----------------------- |
| 1 | "Teahupoo - Tahiti"             | 18 de janeiro de 2016   |
| Pedro Scooby e seu amigo Bruno Santos vão ao Tahiti atrás das incríveis ondas de Teahupoo. Chegando lá, eles se deparam com as filmagens de um longa metragem rolando no pico. Apesar do imprevisto, os dois encaram os perfeitos tubos taitianos.         |                                 |                         |
| 2 | "Swell no Tahiti e no México"   | 25 de janeiro de 2016   |
| Pedro Scooby e Bruno Santos acordam no paraíso chamado Tahiti e se preparam para encarar os pesados tubos de Teahupoo. Após a caída, os dois percebem que o swell chegará também na costa mexicana e correm para lá para surfar a mesma ondulação.         |                                 |                         |
| 3 | "México e Brasil"               | 1 de fevereiro de 2016  |
| Na companhia do surfista Bruno Santos, Pedro Scooby dropa altos tubos em Pascuales-México. Voltando para o Brasil, a dupla encontra-se com o amigo de longa data, Jeronimo Vargas, e os três encaram um mar pesado e inesquecível em Itaquatiara.          |                                 |                         |
| 4 | "Oahu - Havai"                  | 8 de fevereiro de 2016  |
| O surfista Pedro Scooby e sua família, aproveitam a temporada havaiana viajando para Oahu. Na companhia de seu amigo Jeronimo Vargas, Scooby surfa nos incríveis picos do Havaí, além de fazer um treinamento para manter o condicionamento físico.        |                                 |                         |
| 5 | "Califórnia com Filipe Toledo"  | 15 de fevereiro de 2016 |
| Pedro Scooby voa para a Califórnia, onde encontra seu amigo e surfista profissional, Filipe Toledo. Depois de colocarem o papo em dia, os dois surfam as perfeitas ondas de Trestles.                                                                      |                                 |                         |
| 6 | "Swell Histórico em Jaws"       | 22 de fevereiro de 2016 |
| Pedro Scooby chega em Maui para encarar o mar de Jaws com os big riders Felipe `Gordo' Cesarano, Pedro Calado, Lucas Silveira, entre outros. A tensão aumenta à medida que eles se preparam para entrar no mar.                                            |                                 |                         |
| 7 | "Tubos e Aéreos pelo Caribe"    | 29 de fevereiro de 2016 |
| Pedro Scooby viaja para o Caribe, onde encontra o amigo de infância e surfista profissional Eric de Souza. Os dois partem em busca de ondas perfeitas para treinarem seus tubos e aéreos.                                                                  |                                 |                         |
| 8 | "Explorando o Caribe"           | 7 de março de 2016      |
| Pedro Scooby e Eric de Souza exploram diversos picos pelo Caribe, sempre treinando e procurando elevar o nível do surfe. Durante a viagem, aproveitam para aprender mais sobre a cultura local, conhecendo um centro de recuperação de animais silvestres. |                                 |                         |
| 9 | "México com Lucas Silveira"     | 14 de março de 2016     |
| Pedro Scooby viaja para o México com seu amigo e surfista profissional Lucas Silveira para surfar as perfeitas ondas de picos como Puerto Escondido, La Punta, El Paraiso e Mojón.                                                                         |                                 |                         |
| 10 | "Litoral Mexicano"              | 21 de março de 2016     |
| Pedro Scooby viaja para o México com seu amigo e surfista profissional Lucas Silveira para surfar as perfeitas ondas de picos como Puerto Escondido, La Punta, El Paraiso e Mojón.                                                                         |                                 |                         |
| 11 | "Paraquedismo em São Paulo"     | 28 de março de 2016     |
| Scooby viaja à São Paulo para fazer um curso de Skydive. No comando dos instrutores Rogério Fleury Ipiranga e Daniel Borba Garcia, ele completa seus primeiros e inesquecíveis saltos com paraquedas.                                                      |                                 |                         |
| 12 | "Explorando a Ilha de Trindade" | 18 de março de 2016     |
| Pedro e seu amigo, o surfista Eric de Souza, viajam para um dos lugares menos conhecidos da costa brasileira, a Ilha de Trindade. Para que essa viagem fosse possível, eles precisaram contar com a autorização e apoio da Marinha do Brasil.              |                                 |                         |
| 13 | "Incrível Swell em Jaws"        | 11 de abril de 2016     |
| Com um swell promissor em Jaws, Scooby e seu amigo de longa data, o surfista Felipe "Gordo" Cesarano, viajam para a ilha de Maui. Lá, o time se amplia com a companhia dos surfistas Lucas Silveira, Pedro Calado e Carlos Burle.                          |                                 |                         |